# Microgaster subtorquata
Microgaster subtorquata är en stekelart som beskrevs av Granger 1949. Microgaster subtorquata ingår i släktet Microgaster och familjen bracksteklar. Inga underarter finns listade i Catalogue of Life.